# یوهان امین

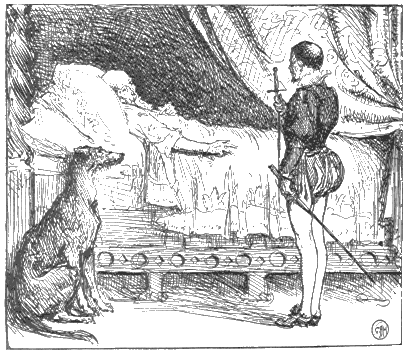
خدمتکار وفادار در کنار تخت لورد ایستاده است. تصویر از فورد.

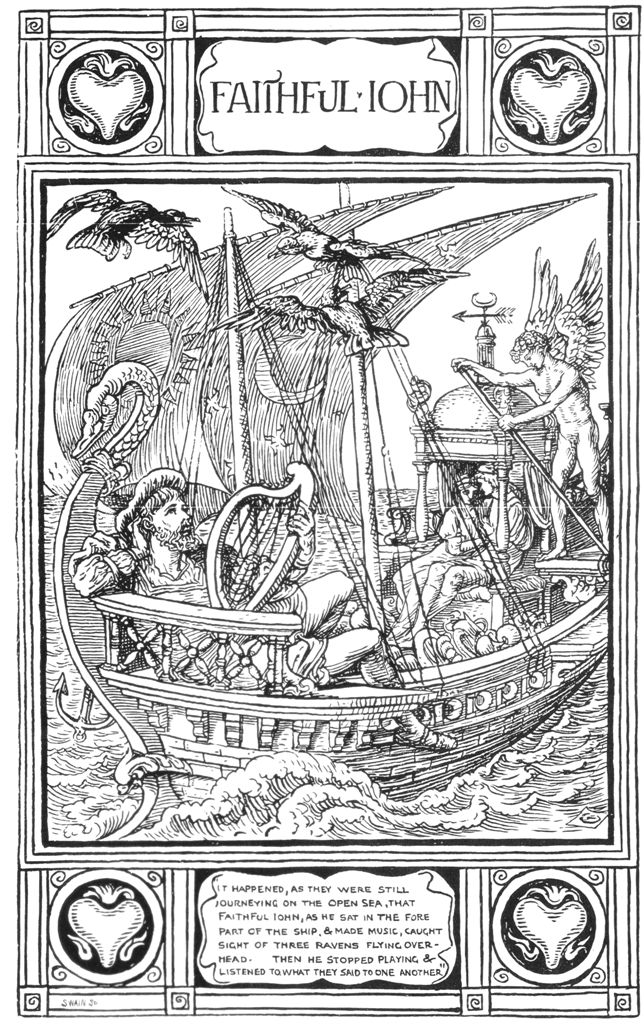
جان مکالمه پرندگان را در مورد سرنوشت تلخی که در انتظار عاشقان بی خبر است می شنود. تصویر از داستان های خانگی از مجموعه برادران گریم (1914).

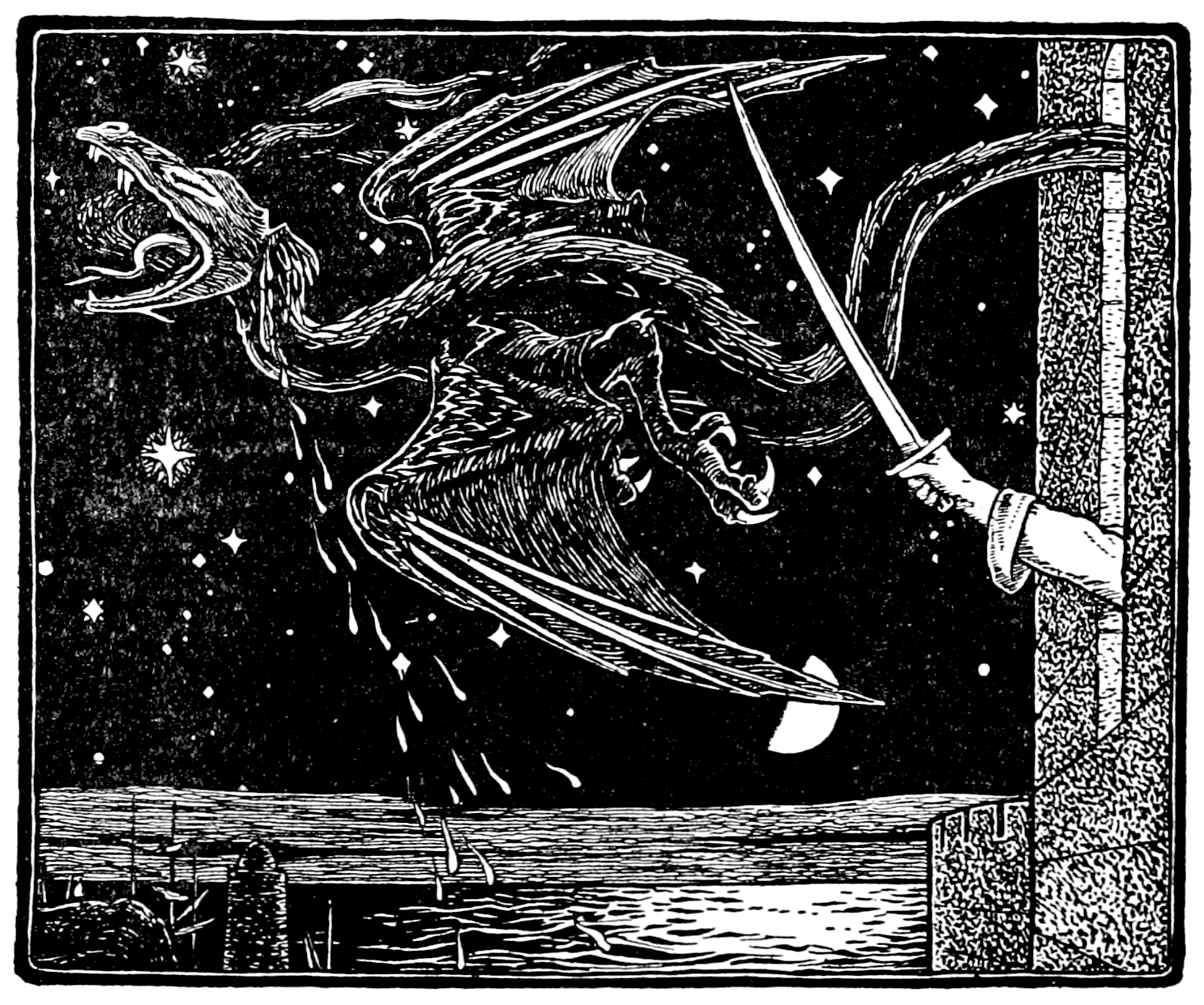
خدمتکار اژدهای زخمی را از اتاق خواب سلطنتی بیرون می کند. تصویر از نسخه جیکوبز توسط جان دی باتن

یوهان وفادار یا یوهان امین (به آلمانی: Der treue Johannes) همچنین جان راستگو یا جان درستکار (به انگلیسی: Trusty John) یک افسانه کهن آلمانی است که توسط برادران گریم گردآوری شده و نخستین‌بار در سال ۱۸۱۹ در مجموعهٔ «داستان های گریم» به عنوان داستان شماره ۶ منتشر شد. اندرو لانگ آن را در کتاب پری آبی گنجاند. این داستان در فهرست طبقه‌بندی آران-تامپسون با شمارهٔ ATU 516 با عنوان "خدمتکار وفادار" شناخته می‌شود.

## خلاصهٔ داستان
پادشاهی در بستر مرگ از خدمتکار وفادار خود، یوهان، می‌خواهد که مراقب تنها پسرش باشد و نگذارد وارد اتاقی شود که در آن تصویری از یک شاهزاده‌خانم نگهداری می‌شود. پس از مرگ پادشاه، شاهزاده که حالا پادشاه شده، به هر قیمتی شده وارد آن اتاق می‌شود و با دیدن تصویر شاهزاده‌خانم، بی‌درنگ عاشق او می‌شود.
یوهان به او پیشنهاد می‌دهد تا کشتی‌ای مملو از جواهرات و کالاهای گرانبها فراهم کند و خود یا پادشاه را به کشور آن شاهزاده‌خانم ببرد تا توجه او را جلب کنند. شاهزاده‌خانم با دیدن جواهرات فریب می‌خورد و سوار کشتی می‌شود. در راه بازگشت، یوهان سه کلاغ را می‌شنود که از سه خطر بزرگ صحبت می‌کنند:
به محض رسیدن به خشکی، اسبی خواهد آمد و اگر پادشاه بر آن سوار شود، به آسمان پرواز خواهد کرد و دیگر بازنخواهد گشت؛ تنها راه، کشتن اسب است.
در شب عروسی، نوشیدنی‌ای به پادشاه داده می‌شود که اگر آن را بنوشد، خواهد مرد؛ باید آن را بر زمین ریخت.
در شب زفاف، اژدهایی به اتاق خواهد آمد و اگر کسی سه قطره خون از سینهٔ شاهزاده‌خانم نگیرد، او خواهد مرد.
کلاغ‌ها اضافه می‌کنند که اگر کسی این خطرات را بازگو کند، به ترتیب از زانو، تا کمر و سپس تمام بدنش به سنگ تبدیل می‌شود.
یوهان هر سه خطر را دفع می‌کند، اما وقتی آخرین کار را انجام می‌دهد، پادشاه او را به خیانت متهم می‌کند و حکم اعدامش را صادر می‌کند. در میدان اعدام، یوهان حقیقت را بازگو می‌کند و با پایان داستانش، کاملاً به سنگ تبدیل می‌شود.
پس از مدتی، ملکه دو پسر دوقلو به دنیا می‌آورد. مجسمهٔ سنگی یوهان می‌گوید که اگر پادشاه یکی از پسرانش را قربانی کند و با خونش بدن سنگی او را آغشته کند، دوباره زنده خواهد شد. پادشاه چنین می‌کند، اما بلافاصله یوهان پسر را نیز زنده می‌کند. پادشاه و ملکه وفاداری و فداکاری یوهان را تحسین می‌کنند و او بار دیگر به عنوان مشاور مورد اعتماد در کنارشان زندگی می‌کند.

## ریشه و نسخه‌ها
برادران گریم این داستان را از دوروته‌آ فیمان، قصه‌گوی معروف اهل نیدرزورن گردآوری کردند. نسخه‌های مشابهی از این داستان در سراسر اروپا، هند، ترکیه و آمریکای لاتین یافت شده‌اند. در بسیاری از این نسخه‌ها، نقش کلاغ‌ها را جادوگران، پریان یا پرندگان دیگر بازی می‌کنند.
در یک ترانهٔ حماسی صرب-کرواتی، قهرمان داستان (پرو ویتکوویچ) نقشی مشابه یوهان ایفا می‌کند و سه خطر را با شنیدن حرف‌های یک کبوتر حامل، خنثی می‌کند.

## تحلیل
افسانهٔ یوهان وفادار نمونه‌ای برجسته از تم "خدمتکار جان‌نثار" در افسانه‌های فولکلور اروپایی و آسیایی است. تم اصلی آن شامل وفاداری مطلق، فداکاری بدون انتظار، و سکوتی است که به قیمت جان ختم می‌شود. درون‌مایهٔ تبدیل شدن به سنگ به خاطر گفتن حقیقت، نمادین از تنبیه برای افشای راز و پاداش پس از مرگ و فداکاری است.
طبق گفتهٔ استیت تامپسون، منشأ این داستان احتمالاً به هند و آثار کهنی چون "پنچاتنترا" و "کاتهاسریتصاگره" بازمی‌گردد.

## اقتباس‌ها
این افسانه بارها در ادبیات، انیمیشن، تئاتر و حتی کمیک اقتباس شده است. در مجموعهٔ کمیک «افسانه‌ها» (Fables)، یوهان نقشی فرعی ایفا می‌کند. همچنین در نسخهٔ انگلیسی «کتاب پریان آبی» از اندرو لنگ، داستان با عنوان "Trusty John" منتشر شده است.